# William Dralu
William Santino Dralu (ur. 5 czerwca 1947) – ugandyjski lekkoatleta, sprinter, uczestnik Letnich Igrzysk Olimpijskich 1968 i Letnich Igrzysk Olimpijskich 1972.
W 1968 r. na igrzyskach w Meksyku, startował tylko w eliminacjach biegu na 200 m. Wówczas, startował w piątym biegu eliminacyjnym; czas 21,38 dał mu szóste miejsce w swoim biegu, a w końcowej klasyfikacji eliminacji 35. miejsce, jednak to nie wystarczyło do awansu do kolejnej fazy zawodów.
Cztery lata później na igrzyskach w Monachium, Dralu startował w eliminacjach biegów na 100 m i 200 m. W eliminacjach stumetrówki startował z trzeciego toru w szóstym biegu eliminacyjnym. Jego wynik (10,92) pozwolił mu na zajęcie ostatniego, siódmego miejsca w swoim wyścigu (67. miejsce w łącznej klasyfikacji eliminacji), który nie dał mu awansu do dalszej fazy eliminacji. W eliminacjach biegu na 200 m, startował z pierwszego toru w dziewiątym biegu eliminacji. Dralu uzyskał wynik 21,87; w swoim biegu zajął szóste miejsce, a w łącznej klasyfikacji 48. miejsce. Zawodnik z Ugandy ponownie jednak nie przeszedł eliminacji. Był to jego ostatni występ na igrzyskach olimpijskich.
W 1969 roku zwyciężył w Mistrzostwach Afryki Wschodniej i Centralnej w biegu na 100 m (uzyskał wynik 10,5).

## Rekordy życiowe
- Bieg na 100 metrów 10,1 (1969)
- Bieg na 200 metrów – 21,1 (1969)